# Guitarra y Tambor
Guitarra y Tambor (Viola e Tambor en portugués, Guitar & Drum en inglés) es una serie animada producida por los estudios Hype Animation (Brasil) y PunkRobot (Chile). La atracción se estrenó mundialmente en Disney Junior (Latinoamérica) el 19 de noviembre de 2019. Dirigida a un público preescolar, de tres a seis años, Guitarra y Tambor cuenta la historia de dos instrumentos musicales que son amigos inseparables. Viven en un pequeño pueblo con otros instrumentos, donde tocan y se divierten en diversas aventuras con sus amigos. El programa celebra la diversidad con episodios que refuerzan conceptos como la autoestima, la empatía, la amistad y el trabajo en equipo.

## Producción
La dirección estuvo a cargo del dúo debutante Antonia Herrera y María Elisa Soto-Aguilar, socias de PunkRobot, estudio responsable del cortometraje Historia de un oso (2014), la primera animación latinoamericana en ganar un Oscar. Gabriel García (Hype Animation) y Pato Escala (PunkRobot) comparten la producción ejecutiva. El financiamiento es proporcionado por el Consejo Nacional de Chile, Fondo CNTV Universidad de las Américas (UDLA, Chile) y el Banco Nacional de Desenvolvimento Econômico e Social, BNDES Procult (Brasil).
Guitarra y Tambor es distribuida por la multinacional 9 Story. Con oficinas en Toronto, Nueva York, Dublín, Manchester y Bali, 9 Story Media Group representa a marcas como Barney y sus amigos y Garfield.
En 2020, Guitarra y Tambor fue premiada en la categoría de series latinoamericanas en la IX edición del Festival Internacional de Animación Chilemonos (Chile).

## Sinopsis
A Guitarra y Tambor les encanta jugar, bailar y hacer música juntos. A pesar de ser muy diferentes, ¡son los mejores amigos! Guitarra es muy extrovertida y conversadora, mientras que Tambor es más tranquilo y observador. Día a día viven entretenidas aventuras cotidianas en su pequeño pueblo junto a sus amigos, otros instrumentos musicales (y una Piña!). A través de una amplia variedad de personajes, todos de diferentes maneras, Guitarra y Tambor resalta como nuestras diferencias nos hacen especiales y nos permiten construir un mundo mejor. Cada instrumento tiene un sonido único, pero juntos pueden crear una gran melodía. Los episodios refuerzan conceptos como la autoestima, la empatía hacia los demás, la importancia de la amistad y el trabajo en equipo, entre muchos otros.

## Personajes

### Guitarra
Guitarra es una niña extrovertida y muy conversadora de seis años de edad. Le encanta conocer nuevos amigos, hacer música, cantar y bailar. A veces puede ser un poco impaciente e impulsiva, pero siempre con las mejores intenciones, ya que siempre quiere ayudar a los demás. Ella tiene mucha confianza en sí misma, llegando incluso a sobreestimar sus propias capacidades. Su entusiasmo y optimismo constantes a veces le impiden ver lo que realmente sienten o necesitan otros personajes. Afortunadamente, tiene a su mejor amigo Tambor para ayudarle a encontrar la mejor manera de ayudar a los demás. El color favorito de Guitarra es ... ¡todos! Ella ama los arcoíris. Y su sabor favorito es... ¡el chocolate, por supuesto!

### Tambor
Aunque solo tiene cinco años, Tambor es muy perceptivo e inteligente para su edad. Es muy optimista y curioso, siempre observando detenidamente el mundo que lo rodea. Gracias a esto, es muy bueno para resolver problemas. Tambor no habla. Se expresa dando golpes en su cabeza y haciendo diferentes gestos y mímicas. Tambor siempre está con su mejor amiga Guitarra, quien lo incentiva a conocer nuevos amigos y vivir entretenidas aventuras. Les encanta bailar y hacer música juntos. A Tambor le gusta patinar, tomar fotografías con su cámara, y comer helados con Guitarra.

### Trini
Pequeña y distraída, Trini es una niña de cuatro años de edad. Es muy creativa y ágil. Usa anteojos y lleva un lazo por encima de su cabeza. A ella le encanta leer cómics, especialmente los del superhéroe Super-Otama. Su pequeño tamaño no es un impedimento para que ella alcance sus grandes sueños. Siempre que hay un problema, Trini se pone una capa y se convierte en “Super Trini”; ¡siempre lista para ayudar a sus amigos y salvar el día!

### Piña
Piña es una niña extranjera de siete años. Es un poco excéntrica, y tiene costumbres que pueden parecer desconocidas a sus amigos. Como no siempre está familiarizada con la cultura local, a veces comete errores graciosos, pero dado que tiene mucha confianza, no se los toma muy en serio. A Piña le encanta enseñarle a los demás sobre su cultura y aprender cosas nuevas. Ella es muy buena para las manualidades y tiene una muñeca que se llama Marilyn, la que hizo ella misma con trapos y botones.

### Micrófono; Mikey
Micrófono es un niño extrovertido de ocho años que adora ser el centro de atención. Le gusta cantar y hacer beat-box, siempre inventando rimas divertidas sobre sus amigos. A Micrófono le encanta exagerar y a veces dice o hace cosas graciosas a propósito. Proyecta una gran autoestima, pero en el fondo es un poco inseguro. Cuando se trata de hacer cosas nuevas que están fuera de su zona de confort, es un poco tímido y esquivo.

### Bombo
Bombo es un niño sensible y aprensivo de apenas diez años. Físicamente, es el más grande del grupo, pero es muy gentil y bondadoso. Es tan grande y redondo que puede moverse como una rueda, girando para todos lados. Bombo es muy tranquilo, relajado y amante de la naturaleza. Tiene mucha paciencia y no le gusta apurarse, tomando su tiempo para hacer las cosas. Bombo es muy buen amigo de Tambor, ya que ambos disfrutan de la tranquila compañía del otro y de hacer música juntos.

### Trompeta
Trompeta es un niño muy amistoso de seis años, y bastante maduro para su edad. Tiene una hermana menor, Trompetina, que tiene apenas un añito. Debe cuidarla con frecuencia, enseñándole todo tipo de juegos divertidos. Trompeta es un gran hermano mayor.

### Teclado
Muy deportista e inquieto, Teclado es un niño de diez años y amante de las actividades al aire libre. Es muy encantador, amable y extremadamente entusiasta, llegando a ser un poco ruidoso e hiperactivo. Teclado es un gran amigo de Guitarra, con quien comparte tanto su entusiasmo, como su terquedad, lo que a veces genera diferencias entre ambos.
Pandereta
Pandereta es una niña de dos años

## Episodios
La primera temporada se compone de 52 episodios, cada uno de cinco minutos de duración.